# Theresa Gattung

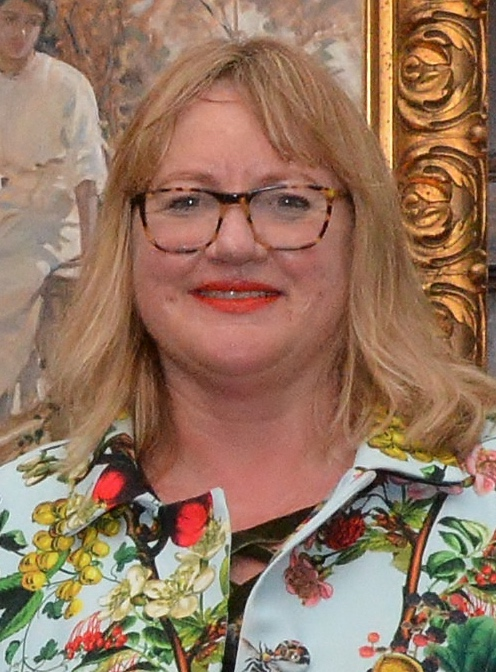
Theresa Gattung

Theresa Gattung DNZM (* 1962 in Wellington) ist eine Unternehmerin und Managerin aus Neuseeland. Von 1999 bis 2007 war sie Vorstandsvorsitzende der Telecom-New-Zealand-Group, des größten Unternehmens des Landes.

## Karriere
Die Telecom New Zealand ist mit 8500 Angestellten und einem Umsatz von rund 2,8 Mrd. Euro (2008) eines der größten Mobilfunk- und Telekommunikationsunternehmen in Australien und Neuseeland. Das Unternehmen ist nach Marktkapitalisierung das größte an der New Zealand Exchange. Nach div. Zwischenstationen im Unternehmen (z. B. ab 1996 General Manager des Bereiches Services, danach des Bereiches Marketing) übernahm Theresa Gattung im Oktober 1999 von ihrem Vorgänger Rod Deane die Position als CEO, welche sie bis 2007 innehatte. Mit ihrer Amtszeit von ca. 8 Jahren war sie eine der am längsten amtierenden Unternehmensführerinnen ihres Landes, ihre Amtszeit wird als für das Unternehmen erfolgreich beschrieben.
Gattung studierte an der University of Waikato (Abschluss Bachelor of Management Studies) und der Victoria University of Wellington ( Bachelor of Laws, LL.B.) und war vor ihrer Zeit bei der Telecom NZ u. a. für die Bank of New Zealand tätig.
Nachdem Gattung 2007 Telecom verlassen hatte, war sie unter anderem Vorsitzende von Wool Partners International und hatte div. Positionen im Bereich der Philanthropie inne. Neben anderen Auszeichnungen erhielt sie den New Zealand Order of Merit, für ihre „Dienstleistungen für Wirtschaft und Philanthropie“.
In der Forbes-Liste der weltweit einflussreichsten Frauen (List of the World's 100 Most Powerful Women) wurde Gattung 2006 auf Rang 49 geführt. The New Zealand Herald, die auflagenstärkste Zeitung in Neuseeland, zählt sie zu den 10 wichtigsten Wirtschaftsführern Neuseelands der letzten Jahre.